# George Stevens (attore)
George Stevens, nato George S. Chapple, (Londra, 1860 – New York, 20 agosto 1940), è stato un attore britannico che lavorò nel cinema muto statunitense.
Noto anche come George S. Stevens, non va confuso con il regista e produttore premio Oscar George Stevens (1904-1975).

## Biografia
Iniziò a recitare a Londra, debuttando al Lyceum Theatre con Henry Irving e Ellen Terry. Giunse negli Stati Uniti nel 1886 con la compagnia di Lily Langtry, apparendo in seguito in diversi spettacoli di Broadway.
Nella sua carriera cinematografica, durata dal 1913 al 1924, Stevens interpretò settantacinque pellicole. Il suo primo film lo girò per la Vitagraph, diretto da Laurence Trimble, dove recitò al fianco di Florence Turner, una delle attrici più famose dell'epoca.
Ebbe un figlio dal matrimonio con Katherine L..
L'attore morì a 80 anni a New York, il 20 agosto 1940.

## Filmografia
Quando manca il nome del regista, questo non viene riportato nei titoli
- Up and Down the Ladder, regia di Laurence Trimble (1913)
- Hubby's Toothache, regia di Wilfrid North (1913)
- When Women Go on the Warpath; or, Why Jonesville Went Dry, regia di Wilfrid North e James Young (1913)
- Pumps, regia di Laurence Trimble (1913)
- The Treasure of Desert Isle, regia di Ralph Ince (1913)
- Mrs. Upton's Device, regia di James W. Castle (1913)
- The Cure, regia di James W. Castle e Ned Finley (1913)
- The Golden Pathway, regia di Maurice Costello, Robert Gaillord (1913)
- Beauty Unadorned, regia di Sidney Drew, L. Rogers Lytton, James Young (1913)
- The Misadventures of a Mighty Monarch, regia di George D. Baker (1914)
- Love's Old Dream, regia di George D. Baker (1914)
- A Million Bid, regia di Ralph Ince (1914)
- Bunny's Birthday, regia di George D. Baker (1914)
- A Change in Baggage Checks, regia di George D. Baker (1914)
- The Price of Vanity, regia di Harry Lambert (Harry Lambart) (1914)
- A Model Young Man, regia di James Young (1914)
- Memories That Haunt, regia di Harry Lambart (1914)
- Mr. Barnes of New York, regia di Maurice Costello e Robert Gaillard (1914)
- The Spirit and the Clay, regia di Harry Lambart (come Captain Harry Lambert) (1914)
- Fanny's Melodrama, regia di Wilfrid North e Wally Van (1914)
- Her Great Scoop, regia di Maurice Costello e Robert Gaillord (1914)
- Mr. Bunny in Disguise, regia di George D. Baker (1914)
- The Countess Veschi's Jewels, regia di Ned Finley (1914)
- The Adventure of the Rival Undertakers, regia di Lee Beggs (1914)
- A Train of Incidents, regia di George D. Baker (1914)
- The False and the True, regia di Theodore Marston (1914)
- The Moonstone of Fez, regia di Maurice Costello e Robert Gaillard (1914)
- Pigs Is Pigs, regia di George D. Baker (1914)
- The Wheat and the Tares, regia di Theodore Marston (1914)
- The Win(k)some Widow, regia di Edmond F. Stratton (1914)
- The Ageless Sex, regia di Harry Lambert (1914)
- The Heart of Sonny Jim, regia di Tefft Johnson (1914)
- The Fates and Flora Fourflush, regia di Wally Van (1914)
- The Mystery of Brayton Court, regia di Maurice Costello, Robert Gaillard (1914)
- Hope Foster's Mother, regia di Lionel Belmore (1914)
- By the Governor's Order, regia di Maurice Costello, Robert Gaillard (1914)
- Mother's Roses, regia di Theodore Marston (1915)
- The Smoking Out of Bella Butts, regia di George D. Baker (1915)
- When Greek Meets Greek, regia di Sidney Drew (1915)
- Roselyn, regia di Harry Lambert (1915)
- The Jarr Family Discovers Harlem, regia di Harry Davenport (1915)
- Mr. Jarr Brings Home a Turkey, regia di Harry Davenport (1915)
- Cutey Becomes a Landlord, regia di Wally Van (1915)
- The Guttersnipe, regia di Wilfred North (1915)
- Strictly Neutral, regia di C. Jay Williams (1915)
- The Park Honeymooners, regia di Tefft Johnson (1915)
- The Esterbrook Case (1915)
- The Hand of God, regia di Harry Lambert (1915)
- The Battle Cry of Peace, regia di J. Stuart Blackton e Wilfrid North (1915)
- Sonny Jim and the Amusement Company, Ltd., regia di Tefft Johnson (1915)
- Hearts Ablaze, regia di Lorimer Johnston (1915)
- Dorothy, regia di Van Dyke Brooke (1915)
- The Dust of Egypt, regia di George D. Baker (1915)
- A Man's Sacrifice, regia di George D. Baker (1915)
- Who Killed Joe Merrion?, regia di Tefft Johnson (1915)
- Tried for His Own Murder, regia di Van Dyke Brooke (1916)
- My Lady's Slipper, regia di Ralph Ince (1916)
- Betty, the Boy and the Bird, regia di Tefft Johnson (1916)
- The Writing on the Wall, regia di Tefft Johnson (1916)
- Mr. Jack, a Hallroom Hero, regia di C.J. Williams (1916)
- Mr. Jack Wins a Double-Cross (1916)
- Susie, the Sleuth, regia di George D. Baker (1916)
- The Pretenders, regia di George D. Baker (1916)
- The Upheaval, regia di Charles Horan (1916)
- A Race for Life (1916)
- The Easiest Way, regia di Albert Capellani (1917)
- The Silent Woman, regia di Herbert Blaché (1918)
- Her Code of Honor, regia di John M. Stahl (1919)
- Let's Elope, regia di John S. Robertson (1919)
- Come Out of the Kitchen, regia di John S. Robertson (1919)
- Dr. Jekyll e Mr. Hyde, regia di John S. Robertson (1920)
- Love Without Question, regia di B.A. Rolfe (1920)
- The New York Idea, regia di Herbert Blaché (1920)
- Oh Mary Be Careful, regia di Arthur Ashley (1921)
- Java Head, regia di George Melford (1923)
- The Trail of the Law, regia di Oscar Apfel (1924)